# Мирский, Лев Соломонович
Лев Соломо́нович Ми́рский (7 мая 1925 — 6 августа 1996) — советский кинорежиссёр, актёр.

## Биография
Лев Мирский родился 7 мая 1925 года в Москве.
В 1943—1953 годах служил в армии. Участник Великой Отечественной войны. Радиотелеграфист 347 отдельного радиодивизиона сержант Мирский неоднократно перехватывал радиопереговоры противника, благодаря его мастерству были выявлены скрытые объекты противника, удалось раскрыть и обнаружить аэродромы немцев. Именно ему удалось принять обращение немецкого командования о капитуляции Курляндской группировки немцев.
Член КПСС с 1946 года. В 1959 году окончил режиссёрский факультет ВГИКа (мастерская С. Герасимова и Т. Макаровой).
Педагог ВГИКа в период с 1966 по 1969 годы и с 1971 по 1977.
Награждён орденом Красной Звезды (1945), орденом Отечественной войны II ст. (1985).
Умер 6 августа 1996 года в Москве. Похоронен на Ваганьковском кладбище, участок № 39.

## Фильмография

### Режиссёр
- 1958 — Кто виноват? (короткометражный)
- 1961 — Карьера Димы Горина
- 1963 — Утренние поезда
- 1969 — Это было в разведке
- 1970 — Два дня чудес
- 1971 — Ура! Ура!
- 1973 — Великие голодранцы
- 1974 — День начинается в полночь
- 1975 — Тайна горного подземелья
- 1975 — Ералаш — выпуск № 6, сюжеты "Однажды..." и "Ура! Ура!"
- 1976 — Ералаш — выпуск № 10, сюжет "Площадь Африки"
- 1977 — Красный чернозём
- 1979 — Так и будет
- 1981 — Ночь председателя
- 1983 — Таёжный моряк

### Актёр
- 1939 — Личное дело — Витя Суриков
- 1940 — Брат героя — Геша Черемыш